# Marlène Mourreau
Marlène Mourreau (Neuilly-sur-Seine, 1969), coneguda a França simplement com a Marlène, és una vedet i presentadora de ràdio i televisió que ha treballat a França i Espanya. Des de 1990 té una agència de models pròpia, la Body-Bobine. En 1995 es va presentar com a candidata a les eleccions presidencials franceses amb el Partit per la Llibertat i l'Amor (en francès, Parti pour la liberté et l'amour). En 2005 va ser escollida una de les cent dones més sexis del món per la revista masculina FHM.
Va començar la seva carrera quan, el 1985, va ser escollida Miss Franc Comtat, cosa que la va portar l'any següent a representar aquesta regió al concurs de Miss França, al qual va ser nomenada Primera Dama d'Honor. Va treballar de vedet fins que a la dècada de 1990 es va fer molt popular sobretot com a estrella d'un programa de televisió de contingut picant, Les grosses têtes, com a presentadora de Le plus grand cabaret du monde i com a participant en el programa còmic i eròtic Sexy Zap, tot i que també va col·laborar a altres programes dins del mateix gènere. A la ràdio va participar en diversos programes i en va presentar d'altres, com Bonsoir Marlène.
En 1995 es va presentar a les eleccions presidencials franceses, cosa que li va fer saltar a la fama internacional, especialment al Regne Unit, Itàlia, Portugal i Espanya. Va deixar França i es va introduir a la televisió espanyola com a presentadora de programes de varietats, al començament més aviat fent de parella "florer" i de rèpliques, per exemple amb Jesús Vázquez, i més tard en solitari, per exemple a Noche de fiesta i Marlène, Marlène. A Portugal va presentar el programa Minhas et Armadilhas. La seva simpatia i frescura li van permetre col·laborar i fer de comentarista en diversos programes de televisió i de ràdio. A Barcelona, el 1997 va fer l'espectacle de cabaret Una rubia con mucha manya, al Teatre Goya (Barcelona). Ha participat en sèries de televisió com a actriu, com per exemple Ada madrina, Ni contigo, ni sin ti o Mediterraneo. Entre 2004 i 2006 va participar en tres programes de telerealitat, a dos dels quals, Gran Hermano VIP i Celebrity dancing, va resultar guanyadora.
En 2010 va tornar a França actuant en solitari com a humorista als teatres i participant en diversos programes de televisió.